# Tenzo Kyōkun
(Dōgen, Tenzo Kyōkun)
Il Tenzo Kyōkun (典座教訓, Istruzioni per il Tenzo ) è il primo capitolo dello Eiheishingi (永平淸規, Regole del monastero Eihei-ji), importante opera del fondatore della scuola buddista giapponese Zen Sōtō, Eihei Dōgen (永平道元, 1200-1253).
Il Tenzo Kyōkun risulta essere stato composto in più anni e terminato nella primavera del 1237 quando Dōgen risiedeva ancora presso il tempio  Kōshō-ji (高松寺) situato alla periferia di Kyoto. 
Gli altri capitoli Eiheishingi sono tutti successivi: il Taidaiko Gogeajari-hō fu terminato nel Kippo-ji nel 1244; il Chiji Shinji allo Eihei-ji nel 1246; mentre il Fushukuan-pō, il Bendō-hō e il Shuryō Shinji furono terminati sempre allo Eihei-ji ma nel 1248-1249.